# Bon Nadal
Bon Nadal (títol original en francès, Joyeux Noël) és una pel·lícula antibèl·lica de 2005 escrita i dirigida per Christian Carion, que tracta sobre la treva de Nadal establerta el desembre de 1914 entre les tropes franceses, escoceses i alemanyes que combatien a la Primera Guerra Mundial. S'ha doblat al català; també s'ha editat una versió en valencià per a À Punt.
La pel·lícula va ser projectada al Festival Internacional de Cinema de Canes de 2005 sense entrar en competició i va ser nominada com a millor pel·lícula de parla no anglesa a la 78a edició dels premis Oscar. Va ser una de les darreres pel·lícules on va aparèixer l'actor escocès Ian Richardson, mort el 9 de febrer de 2007.

## Argument
El fred desembre de 1914 arriba a França i la neu s'acumula sobre les oposades trinxeres que separen les tropes alemanyes, per una banda, i les franceses i escoceses per l'altra. Durant la nit de Nadal cada bàndol celebra la festivitat amb cançons pròpies i escolta els espontanis aplaudiments provinents de les trinxeres enemigues. Quan arriba el torn dels alemanys, un tenor d'òpera mobilitzat a l'exèrcit se salta el guió i abandona la trinxera amb un avet de Nadal a la mà mentre s'endinsa en terra de ningú tot cantant una nadala. Atònits, els soldats escocesos responen a aquesta gosadia posant el so de les seves gaites al servei del tenor, iniciant-se així el primer acte de fraternitat entre els dos bàndols, que acaba amb un gran aplaudiment entre tots. Seguidament, els superiors de les tres diferents unitats es reuneixen i acorden un alto el foc per Nadal. Durant la treva, els soldats dels tres diferents exèrcits protagonitzen diversos episodis de fraternitat entre ells i fins i tot estenen la treva l'endemà perquè les tres parts recuperin i enterrin tots els cadàvers estesos pel camp de batalla. Això no obstant, un cop iniciada la treva, tant soldats com superiors ja no poden tornar a les armes per lluitar en nom d'una guerra que no entenen, i els actes de fraternitat es reprodueixen i prolonguen fins que els fets arriben als comandaments superiors de cada bàndol.

## Repartiment
| Intèrpret           | Personatge                                             |
| ------------------- | ------------------------------------------------------ |
| Diane Kruger        | Anna Sørensen                                          |
| Natalie Dessay      | Anna Sørensen (veu quan canta)                         |
| Benno Fürmann       | Nikolaus Sprink                                        |
| Rolando Villazón    | Nikolaus Sprink (veu quan canta)                       |
| Guillaume Canet     | Tinent Audebert del regiment 26 d'infanteria francès   |
| Gary Lewis          | Palmer                                                 |
| Dany Boon           | Ponchel                                                |
| Daniel Brühl        | Tinent Horstmayer del regiment 93 d'infanteria alemany |
| Alex Ferns          | Tinent Gordon de les tropes escoceses                  |
| Christopher Fulford | Major de les tropes escoceses                          |
| Steven Robertson    | Jonathan                                               |
| Ian Richardson      | Bisbe                                                  |

## Al voltant de la pel·lícula
La pel·lícula es basa en fets reals ocorreguts durant la Primera Guerra Mundial que han passat a ser coneguts com a treva de Nadal o fraternitat de Nadal. El tenor de la pel·lícula està inspirat en un personatge real, el cantant alemany Walter Kirchhoff, que va ser incorporat a les files alemanyes i es va posar a cantar nadales davant de la trinxera del regiment alemany d'infanteria nr. 130 de la Lorena:
„[…] l'endemà em va explicar que alguns francesos van enfilar-se al seu parapet i no van parar d'aplaudir fins que no va fer un bis. La nadala havia obrat com un miracle en el cor de l'amarga realitat de la pèrfida guerra de les trinxeres i va obrir un pont entre els soldats.“ Príncep hereu de Prússia Guillem, Les meves memòries.
Quan els alts comandaments van descobrir els actes de “fraternitat amb l'enemic” a través de cartes escrites pels soldats, els implicats van ser distribuïts i dispersats en altres fronts i es van prendre mesures per tal d'impedir que es reproduïssin més actes d'aproximació amb l'enemic. A diferència de la pel·lícula, els actes d'agermanament van comptar amb el vistiplau de Guillem de Prússia.
El director Christian Carion va quedar fascinat amb la lectura del llibre Batailles de Flandres et d'Artois 1914–1918 de l'escriptor Yves Buffetaut, el qual li va servir d'inspiració per rodar posteriorment la pel·lícula.
Un altre llibre que parla sobre episodis d'agermanament entre soldats durant la Primera Guerra Mundial és el llibre Der kleine Frieden im großen Krieg (La petita pau a la gran guerra), de Michael Jürgs.

## Premis i nominacions

### Premis
- 2005. Festival Internacional de Leeds: Premi de l'audiència, Christian Carion
- 2005. Festival Internacional de Cinema de Valladolid: Premi de la FIPRESCI, Christian Carion

### Nominacions
- 2006. Oscar a la millor pel·lícula de parla no anglesa
- 2006. Globus d'Or a la millor pel·lícula estrangera
- 2006. BAFTA a la millor pel·lícula de parla no anglesa
- 2006. César a la millor pel·lícula
- 2006. César al millor guió original per Christian Carion
- 2006. César al millor actor secundari per Dany Boon
- 2006. César a la millor música per Philippe Rombi
- 2006. César al millor disseny de producció per Jean-Michel Simonet
- 2006. César al millor vestuari per Alison Forbes-Meyler